# Sumber (plaats in Rembang)
Sumber is een bestuurslaag in het regentschap Rembang van de provincie Midden-Java, Indonesië. Sumber telt 3254 inwoners (volkstelling 2010).